# Фредерік Вахтмейстер
Аксель Фредрік Клаессон Вахтмейстер аф Йоханнісхус (швед. Axel Fredrik Claësson Wachtmeister af Johannishus; 10 лютого 1855 — 6 вересня 1919) — шведський державний діяч і вчений, міністр закордонних справ Швеції (1905).

## Біографія
Народився в сім'ї підполковника Клоса Вахтмайстера. Виріс в замку Тістад в комуні Нючепінг в Седерманланді.
Протягом декількох років він обіймав дипломатичні посади в посольствах Швеції в Парижі, Римі та Відні, однак залишив дипломатію у віці 27 років.
З 1895 по 1916 рік — депутат Риксдагу від Протекціоністської партії, в 1913—1914 рр. — голова комітету з державного устрою.
З 2 серпня по 7 листопада 1905 року обіймав посаду міністра закордонних справ Швеції.
У 1906 році — голова Національного музею.
З 1907 по 1916 рік — канцлер Уппсальского університету.
У 1906 р відмовився від пропозиції короля зайняти пост прем'єр-міністра.
У 1907—1918 роках — голова правління Фонду Нобеля і інспектор в Нобелівському інституті, з 1907 року — і голова Національного інституту лісового господарства.
Почесний член Королівської академії вільних мистецтв (1902), Шведської королівської академії сільського та лісового господарства (1905), академічного Королівського фізіографічного товариства (1908), Королівського наукового товариства в Уппсалі (1910). У 1912 році був обраний до складу Шведської королівської академії наук. У тому ж році він став почесним членом Шведської королівської академії словесності.
Похований на кладовищі в Берба разом зі своєю дружиною і дочкою Дейзі.

## Нагороди
Шведські:
- орден Серафимів (1912)
- Ювілейний пам'ятний знак на честь одруження Оскара II і королеви Софії
- Пам'ятний знак до 35-річчя коронації Оскара II

Іноземні:
- Великий хрест баварського ордена Святого Михайла

- орден Корони Таїланду першого класу

- орден «Османіє» 1-го ступеня

- Великий хрест імператорського австрійського ордена Франца Йосифа

- Великий офіцер ордена Корони Румунії

- Лицар італійського ордена Святих Маврикія і Лазаря

- орден «За заслуги» князівства Вальдес третього класу

- Командор ордена Білого орла Великого герцогства Саксен-Веймар-Айзенах